# Louis Ehlert
Louis Ehlert (Königsberg, 23 de gener de 1825 - Wiesbaden, 4 de gener de 1884) fou un pianista, compositor i crític musical alemany. Els seus pares, uns negociants, el van enviar cap a Moscou per afers. Allà va abandonar la carrera comercial i decidir dedicar-se a la música.
Va estudiar al Conservatori de Leipzig, a la classe de Wilhelm Finck. Va fer diversos viatges a Berlín i Viena, va viiure dos anys a Itàlia (1863-1865), i el 1871 va fundar a Berlín, amb Carl Tausig, una escola de música per l'ensenyança superior de piano. Com a crític, a més dels seus articles a la Deutsche Rundschau i a la Neue Berliner Muzikzeitung, hi publica tres obres: Briefe über Muzik an eine Freundin (1850-59), que és un estudi crític dels compositors més eminents de l'època. Römische Tage (1867) i l'obra assagística Aus der Tonwel. Essays (1877-1884). Va ser un aficionat de la música de Johannes Brahms i Robert Volkmann, i molt crític de Richard Wagner, l'obra del qual va tractar amb escarn i ironia.
Obres destacades
- Simfonies, sonates, obretures
- Allegro, per a piano, violí i violoncel
- diversos lieder
- Rèquiem
- Symphonie du printemps
- Sonate romantique